# Port lotniczy Atbasar
Port lotniczy Atbasar (IATA: ATX) – port lotniczy położony w Atbasarze, w Kazachstanie.